# Přehled českých medailí na mistrovství světa v atletice

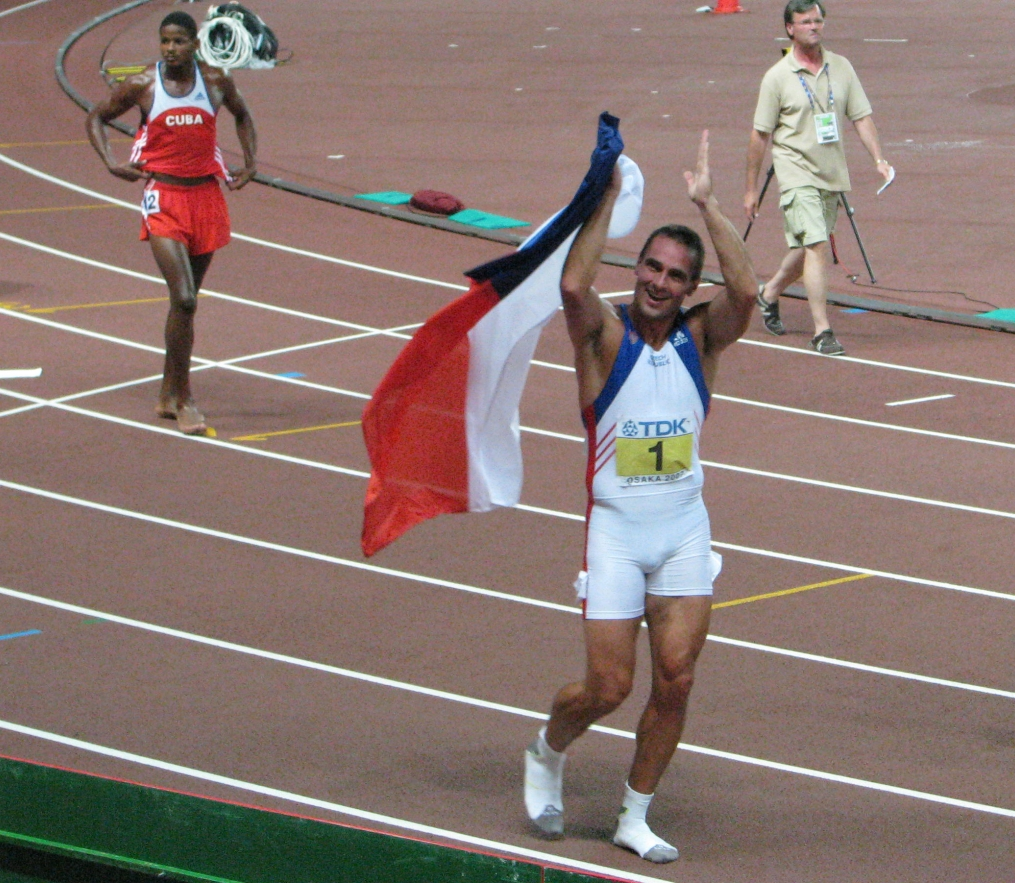
Roman Šebrle oslavuje zisk zlaté medaile na MS v atletice v Osace (2007)

Přehled českých medailí na mistrovství světa v atletice na dráze a na halovém mistrovství světa

## Na dráze

### Celkový přehled
| Rok     | Místo konání | Zlatá medaile | Stříbrná medaile | Bronzová medaile | Celkem |
| ------- | ------------ | ------------- | ---------------- | ---------------- | ------ |
| MS 1993 | Stuttgart    | 1             | 0                | 0                | 1      |
| MS 1995 | Göteborg     | 1             | 0                | 0                | 1      |
| MS 1997 | Atény        | 2             | 0                | 0                | 2      |
| MS 1999 | Sevilla      | 2             | 0                | 1                | 3      |
| MS 2001 | Edmonton     | 2             | 0                | 0                | 2      |
| MS 2003 | Paříž        | 0             | 1                | 0                | 1      |
| MS 2005 | Helsinky     | 0             | 1                | 2                | 3      |
| MS 2007 | Osaka        | 2             | 1                | 0                | 3      |
| MS 2009 | Berlín       | 0             | 1                | 0                | 1      |
| MS 2011 | Tegu         | 1             | 0                | 0                | 1      |
| MS 2013 | Moskva       | 2             | 0                | 1                | 3      |
| MS 2015 | Peking       | 1             | 0                | 0                | 1      |
| MS 2017 | Londýn       | 1             | 1                | 1                | 3      |
| MS 2019 | Dauhá        | 0             | 0                | 0                | 0      |
| MS 2022 | Eugene       | 0             | 0                | 1                | 1      |
| MS 2023 | Budapešť     | 0             | 0                | 2                | 2      |
| MS 2025 | Tokio        | xx            | xx               | xx               | xx     |
| Celkem  |              | 15            | 5                | 8                | 28     |

### Podle medailí
| Rok     | Místo konání | Atlet                                                    | Disciplína                | Výkon      | Zlato         | Stříbro          | Bronz            |
| ------- | ------------ | -------------------------------------------------------- | ------------------------- | ---------- | ------------- | ---------------- | ---------------- |
| MS 1993 | Stuttgart    | Jan Železný                                              | hod oštěpem               | 85,98 m    | Zlatá medaile |                  |                  |
| MS 1995 | Göteborg     | Jan Železný                                              | hod oštěpem               | 89,58 m    | Zlatá medaile |                  |                  |
| MS 1997 | Atény        | Šárka Kašpárková                                         | trojskok                  | 15,20 m    | Zlatá medaile |                  |                  |
| MS 1997 | Atény        | Tomáš Dvořák                                             | desetiboj                 | 8 837 bodů | Zlatá medaile |                  |                  |
| MS 1999 | Sevilla      | Ludmila Formanová                                        | 800 m                     | 1:56,68    | Zlatá medaile |                  |                  |
| MS 1999 | Sevilla      | Tomáš Dvořák                                             | desetiboj                 | 8 744 bodů | Zlatá medaile |                  |                  |
| MS 1999 | Sevilla      | Jan Železný                                              | hod oštěpem               | 87,67 m    |               |                  | Bronzová medaile |
| MS 2001 | Edmonton     | Tomáš Dvořák                                             | desetiboj                 | 8 902 bodů | Zlatá medaile |                  |                  |
| MS 2001 | Edmonton     | Jan Železný                                              | hod oštěpem               | 92,80 m    | Zlatá medaile |                  |                  |
| MS 2003 | Paříž        | Roman Šebrle                                             | desetiboj                 | 8 634 bodů |               | Stříbrná medaile |                  |
| MS 2005 | Helsinky     | Roman Šebrle                                             | desetiboj                 | 8 521 bodů |               | Stříbrná medaile |                  |
| MS 2005 | Helsinky     | Pavla Rybová                                             | skok o tyči               | 450 cm     |               |                  | Bronzová medaile |
| MS 2005 | Helsinky     | Věra Cechlová-Pospíšilová                                | hod diskem                | 63,19 m    |               |                  | Bronzová medaile |
| MS 2007 | Ósaka        | Roman Šebrle                                             | desetiboj                 | 8 676 bodů | Zlatá medaile |                  |                  |
| MS 2007 | Ósaka        | Barbora Špotáková                                        | hod oštěpem               | 67,07 m    | Zlatá medaile |                  |                  |
| MS 2007 | Ósaka        | Kateřina Baďurová                                        | skok o tyči               | 475 cm     |               | Stříbrná medaile |                  |
| MS 2009 | Berlín       | Barbora Špotáková                                        | hod oštěpem               | 66,42 m    |               | Stříbrná medaile |                  |
| MS 2011 | Tegu         | Barbora Špotáková                                        | hod oštěpem               | 71,58 m    | Zlatá medaile |                  |                  |
| MS 2013 | Moskva       | Zuzana Hejnová                                           | 400 m překážek            | 52,83 s    | Zlatá medaile |                  |                  |
| MS 2013 | Moskva       | Vítězslav Veselý                                         | hod oštěpem               | 87,17 m    | Zlatá medaile |                  |                  |
| MS 2013 | Moskva       | Lukáš Melich                                             | hod kladivem              | 79,36 m    |               |                  | Bronzová medaile |
| MS 2015 | Peking       | Zuzana Hejnová                                           | 400 m překážek            | 53,50 s    | Zlatá medaile |                  |                  |
| MS 2017 | Londýn       | Barbora Špotáková                                        | hod oštěpem               | 66,76 m    | Zlatá medaile |                  |                  |
| MS 2017 | Londýn       | Jakub Vadlejch                                           | hod oštěpem               | 89,73 m    |               | Stříbrná medaile |                  |
| MS 2017 | Londýn       | Petr Frydrych                                            | hod oštěpem               | 88,32 m    |               |                  | Bronzová medaile |
| MS 2022 | Eugene       | Jakub Vadlejch                                           | hod oštěpem               | 88,09 m    |               |                  | Bronzová medaile |
| MS 2023 | Budapešť     | Matěj Krsek Tereza Petržilková Patrik Šorm Lada Vondrová | Smíšená štafeta 4 × 400 m | 3:11,98    |               |                  | Bronzová medaile |
| MS 2023 | Budapešť     | Jakub Vadlejch                                           | hod oštěpem               | 86,67 m    |               |                  | Bronzová medaile |

## V hale

### Celkový přehled
| Rok      | Místo konání | Zlatá medaile | Stříbrná medaile | Bronzová medaile | Celkem |
| -------- | ------------ | ------------- | ---------------- | ---------------- | ------ |
| HMS 1995 | Barcelona    | 0             | 2                | 1                | 3      |
| HMS 1997 | Paříž        | 1             | 0                | 1                | 2      |
| HMS 1999 | Maebaši      | 1             | 1                | 2                | 4      |
| HMS 2001 | Lisabon      | 2             | 0                | 1                | 3      |
| HMS 2003 | Birmingham   | 0             | 0                | 1                | 1      |
| HMS 2004 | Budapešť     | 1             | 1                | 1                | 3      |
| HMS 2006 | Moskva       | 0             | 0                | 1                | 1      |
| HMS 2008 | Valencie     | 0             | 0                | 0                | 0      |
| HMS 2010 | Dauhá        | 0             | 0                | 1                | 1      |
| HMS 2012 | Istanbul     | 0             | 1                | 0                | 1      |
| HMS 2014 | Sopoty       | 1             | 1                | 1                | 3      |
| HMS 2016 | Portland     | 1             | 1                | 0                | 2      |
| HMS 2018 | Birmingham   | 1             | 0                | 1                | 2      |
| HMS 2022 | Bělehrad     | 0             | 0                | 0                | 0      |
| HMS 2024 | Glasgow      | 0             | 0                | 0                | 0      |
| HMS 2025 | Nanking      | 0             | 0                | 0                | 0      |
| Celkem   |              | 8             | 7                | 11               | 26     |

### Podle medailí
| Rok      | Místo konání | Atlet                                                               | Disciplína    | Výkon       | Zlato         | Stříbro          | Bronz            |
| -------- | ------------ | ------------------------------------------------------------------- | ------------- | ----------- | ------------- | ---------------- | ---------------- |
| HMS 1995 | Barcelona    | Naděžda Koštovalová Helena Dziurová Hana Benešová Ludmila Formanová | 4×400 m       | 3:30,27     |               | Stříbrná medaile |                  |
| HMS 1995 | Barcelona    | Tomáš Dvořák                                                        | sedmiboj      | 6 169 bodů  |               | Stříbrná medaile |                  |
| HMS 1995 | Barcelona    | Pavel Soukup                                                        | 800 m         | 1:47,74     |               |                  | Bronzová medaile |
| HMS 1997 | Paříž        | Robert Změlík                                                       | sedmiboj      | 6 228 bodů  | Zlatá medaile |                  |                  |
| HMS 1997 | Paříž        | Šárka Kašpárková                                                    | trojskok      | 14,66 m     |               |                  | Bronzová medaile |
| HMS 1999 | Maebaši      | Ludmila Formanová                                                   | 800 m         | 1:56,90     | Zlatá medaile |                  |                  |
| HMS 1999 | Maebaši      | Zuzana Hlavoňová                                                    | skok do výšky | 196 cm      |               | Stříbrná medaile |                  |
| HMS 1999 | Maebaši      | Šárka Kašpárková                                                    | trojskok      | 14,87 m     |               |                  | Bronzová medaile |
| HMS 1999 | Maebaši      | Roman Šebrle                                                        | sedmiboj      | 6 319 bodů  |               |                  | Bronzová medaile |
| HMS 2001 | Lisabon      | Pavla Hamáčková                                                     | skok o tyči   | 456 cm      | Zlatá medaile |                  |                  |
| HMS 2001 | Lisabon      | Roman Šebrle                                                        | sedmiboj      | 6 420 bodů  | Zlatá medaile |                  |                  |
| HMS 2001 | Lisabon      | Helena Fuchsová                                                     | 800 m         | 2:01,18     |               |                  | Bronzová medaile |
| HMS 2003 | Birmingham   | Roman Šebrle                                                        | sedmiboj      | 6 196 bodů  |               |                  | Bronzová medaile |
| HMS 2004 | Budapešť     | Roman Šebrle                                                        | sedmiboj      | 6 438 bodů  | Zlatá medaile |                  |                  |
| HMS 2004 | Budapešť     | Adam Ptáček                                                         | skok o tyči   | 570 cm      |               | Stříbrná medaile |                  |
| HMS 2004 | Budapešť     | Jaroslav Bába                                                       | skok do výšky | 225 cm      |               |                  | Bronzová medaile |
| HMS 2006 | Moskva       | Roman Šebrle                                                        | sedmiboj      | 6 161 bodů  |               |                  | Bronzová medaile |
| HMS 2010 | Dauhá        | Denisa Rosolová Jitka Bartoničková Zuzana Bergrová Zuzana Hejnová   | 4×400 m       | 3:30,05     |               |                  | Bronzová medaile |
| HMS 2012 | Istanbul     | Jakub Holuša                                                        | 800 m         | 1:48,62     |               | Stříbrná medaile |                  |
| HMS 2014 | Sopoty       | Pavel Maslák                                                        | 400 m         | 45,24       | Zlatá medaile |                  |                  |
| HMS 2014 | Sopoty       | Jiřina Svobodová                                                    | skok o tyči   | 470 cm      |               | Stříbrná medaile |                  |
| HMS 2014 | Sopoty       | Jan Kudlička                                                        | skok o tyči   | 580 cm      |               |                  | Bronzová medaile |
| HMS 2016 | Portland     | Pavel Maslák                                                        | 400 m         | 45.44 s     | Zlatá medaile |                  |                  |
| HMS 2016 | Portland     | Jakub Holuša                                                        | 1500 m        | 3:44,30 min |               | Stříbrná medaile |                  |
| HMS 2018 | Birmingham   | Pavel Maslák                                                        | 400 m         | 45.47 s     | Zlatá medaile |                  |                  |
| HMS 2018 | Birmingham   | Tomáš Staněk                                                        | vrh koulí     | 21.44 m     |               |                  | Bronzová medaile |